# Hans Georg von Studnitz

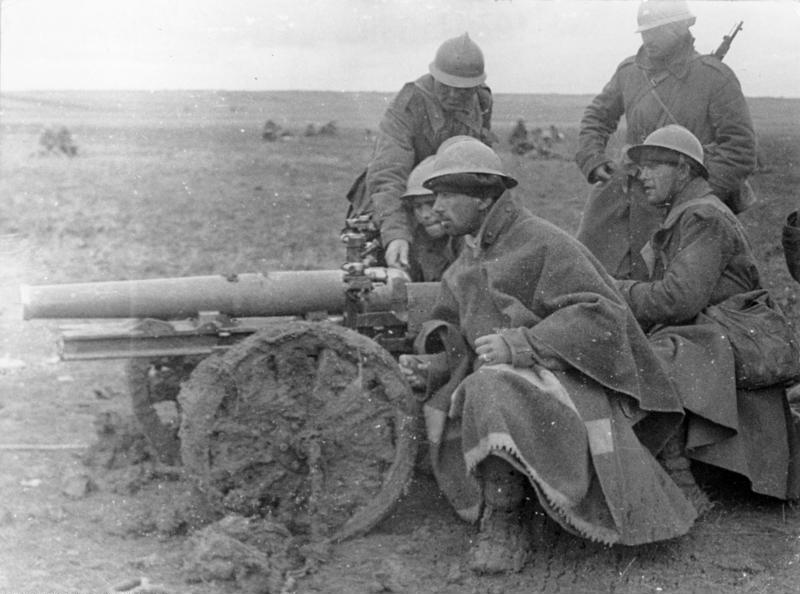
Foto der Schlacht um Guadalajara in Spanien um 1937, gemacht von Georg von Studnitz

Hans Georg von Studnitz (* 31. August 1907 in Potsdam; † 16. Juli 1993 in Rimsting) war ein deutscher Journalist und Publizist. Er war „ein überzeugter Parteigänger des Nationalsozialismus bis zum Ende des NS, Angehöriger der Presseabteilung des Auswärtigen Amtes, SD und Verfasser markant antisemitischer Artikel“. Nach Kriegsende war er Pressechef der Lufthansa und fester Mitarbeiter der Wochenzeitungen Christ und Welt und Welt am Sonntag.

## Leben und Wirken
Das Adelsgeschlecht Studnitz stammt ursprünglich aus Westmähren. Hans Georg war der älteste von insgesamt fünf Söhnen des Gardehauptmanns Thassilo von Studnitz und dessen Ehefrau Anna Maria, geb. Schinckel, Tochter des Hamburger Bankiers Max von Schinckel. Er brach die Ausbildung auf dem Gymnasium ab und machte von 1923 bis 1926 eine Lehre bei der Norddeutschen Bank in Hamburg und bei der Banco de Chile y Alemania in Valparaíso. Anschließend arbeitete er für zwei Jahre als kaufmännischer Angestellter in Buenos Aires, dann für ein Jahr in New York und schließlich von 1929 bis 1931 in Berlin. In Berlin Nach Kündigung durch die Hapag wandte Studnitz sich dem Journalismus zu. Schon vorher war er nebenbei journalistischer Mitarbeiter der Neuen Preußischen Kreuzzeitung gewesen. In Berlin hatte Studnitz unter anderem durch Heinrich von Gleichen-Rußwurm Kontakt zu republikfeindlichen konservativen Kreisen gewonnen, die sich auch im Herrenklub trafen.
Im Jahre 1931 konnte Studnitz unter anderem wegen der Bekanntschaft seines Großvaters mit Alfred Hugenberg ein Volontariat bei der Zeitung Der Tag anfangen, die zum Scherlverlag gehörte, der sich im Besitz von Hugenberg befand. Im März 1933 trat Studnitz  in die NSDAP ein. Als Auslandskorrespondent arbeitete Studnitz von 1934 bis 1939 insbesondere für den Berliner Lokal-Anzeiger, in Wien, London, Rom, Den Haag, Madrid, Indien sowie im Nahen Osten. Im Bundesarchiv verwahrte Fotos nennen ihn als Berichterstatter im Spanischen Bürgerkrieg bei der Schlacht bei Guadalajara im März 1937. Während eines sechsmonatigen Indienaufenthaltes in der zweiten Jahreshälfte 1937 interviewte er für die Kreuzzeitung unter anderem Gandhi und Nehru. Studnitz vertrat eine antienglische Position und versuchte England durch die Stärkung der indischen Unabhängigkeitsbewegung zu schwächen. Das zeigte sich auch bei seiner Berichterstattung aus Palästina. Er unterstützte die Position des Großmufti von Jerusalem und teilte dessen antisemitischen Auffassungen. Die jüdischen Bewohner Palästinas waren für Studnitz „Spekulanten, Wucherer und Entwurzelte“ aus aller Welt.
Anfang 1940 ging von Studnitz in die Niederlande nach Den Haag. Nach Recherchen Otto Köhlers arbeitete er dort im Vorfeld der Invasion der neutralen Niederlande für den SD. Vom Juni 1940 bis Kriegsende gehörte er als wissenschaftlicher Mitarbeiter einer Propagandaabteilung des Auswärtigen Amtes unter Joachim von Ribbentrop an, der Presseabteilung des AA. Nach Peter Longerich gehörte Studnitz zum „Führungspersonal der Presseabteilung“. Er war ein „wichtiger Mitarbeiter“, der vom Pressechef des Auswärtigen Amtes Paul Karl Schmidt „im Zuge einer Flurbereinigung“ als Referent übernommen wurde und für die Abfassung des täglich herausgegeben „Politischen Berichts“, worunter Sprachregelungen für die deutschen Missionen zu verstehen sind, zuständig war. Zudem zeichnete Studnitz für den Artikeldienst „Europäische Korrespondenz“ verantwortlich, für den 50 vorwiegend ausländische Journalisten schrieben. Es unterstand ihm die Antikomintern-Zeitschrift Berlin-Rom-Tokio, und er übernahm ab April 1944 zusätzlich die Redaktion der Deutschen Diplomatischen Korrespondenz.
Nach dem Krieg arbeitete von Studnitz als ständiger Mitarbeiter für die Zeitungen Die Zeit, Christ und Welt sowie das Flensburger Tagblatt; ab Sommer 1949 leitete er ferner die Hamburger Allgemeine Zeitung. Er berichtete unter anderem über den Nürnberger Prozess. Anfang 1950 wurde er Chefredakteur und später Mitherausgeber der Hamburger Monatsschrift Außenpolitik. Von 1953 an war er zwei Jahre Leiter des Hamburger Anzeigers, gefolgt von einer sechsjährigen Tätigkeit als Pressesprecher der Deutschen Lufthansa. 1961 wurde er Leiter des Ressorts Außenpolitik und stellvertretender Chefredakteur der Wochenzeitung Christ und Welt; später betätigte er sich als freier Schriftsteller und Kolumnist.
1966 zeichnete der Bund der Vertriebenen ihn mit dem Heinrich-von-Kleist-Preis aus.
Hans Georg von Studnitz war dreimal verheiratet. In erster Ehe mit Eveline von Behr, in zweiter Ehe mit Marietta von Mengersen und in dritter Ehe mit Vera Schuler (1925–2019). Aus der zweiten Ehe Studnitz’ stammt die Tochter Georgine, aus seiner dritten Ehe die zweite Tochter Allegra und sein Sohn Andreas. Andreas von Studnitz ist Schauspieler und Intendant am Theater Ulm.

## Schriften (Auswahl)
- Japans aussenpolitische Wende. Il cambiamento della politica giapponese. In: Berlin, Rom, Tokio : Monatsschrift für die Vertiefung der kulturellen Beziehungen der Völker des weltpolitischen Dreiecks.3 (1941) 1941, S. 14–16.
- Als Berlin brannte. Diarium der Jahre 1943–1945, 1963.
- Bismarck in Bonn. Bemerkungen zur Außenpolitik, 1964.
- Glanz und keine Gloria. Reise durch die Wohlfahrtsgesellschaft, 1965.
- Rettet die Bundeswehr, 1967.
- Deutsche Ostpolitik, Eckartschriften Heft 27, Österreichische Landsmannschaft, 1968.
- Ist Gott Mitläufer? Die Politisierung der evangelischen Kirche. Analyse und Dokumentation, 1969.
- Seitensprünge. Erlebnisse und Begegnungen 1907–1970, 1975.